# Neohouzeaua fimbriata
Neohouzeaua fimbriata är en gräsart som beskrevs av John Dransfield. Neohouzeaua fimbriata ingår i släktet Neohouzeaua och familjen gräs. Inga underarter finns listade i Catalogue of Life.